# Tanjug

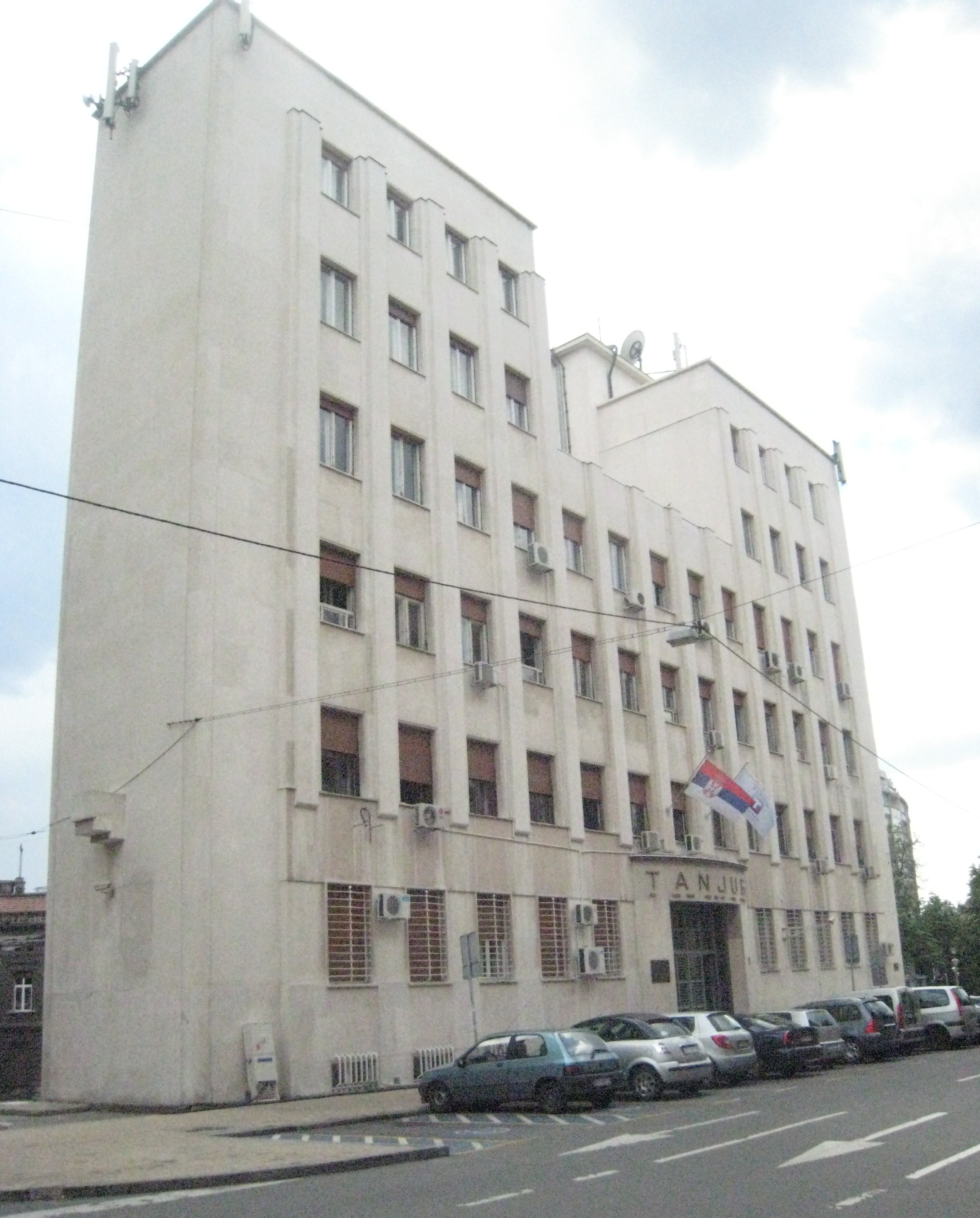
Tanjugs huvudkontor i Belgrad i maj 2012.

Tanjug (serbokroatiska: Telegrafska agencija nove Jugoslavije) är en serbisk, tidigare jugoslavisk, nyhetsbyrå som grundades 5 november 1943 i Jajce i Bosnien och Hercegovina under axelmakternas ockupation av Jugoslavien under andra världskriget.
Under Slobodan Milošević tid vid makten kontrollerades nyhetsbyrån av jugoslaviska regeringen, och försåg jugoslaviska TV-kanaler med uppgifter under Kosovokriget.